# Gare de Djankoï
La gare de Djankoï (en ukrainien : Джанкой (станція) ; russe : Джанкой (станция)) est une gare ferroviaire de Crimée située sur le territoire de la ville de Djankoï.

## Situation ferroviaire
C'est un important nœud ferroviaire qui relie le nord, réseau ukrainien, au sud et l'est de la péninsule.

## Histoire
La gare fut mise en service en 1874 alors qu'était créé la partie Melitopol-Djankoï de la ligne Lozovo-Sébastopol.

## Service des voyageurs

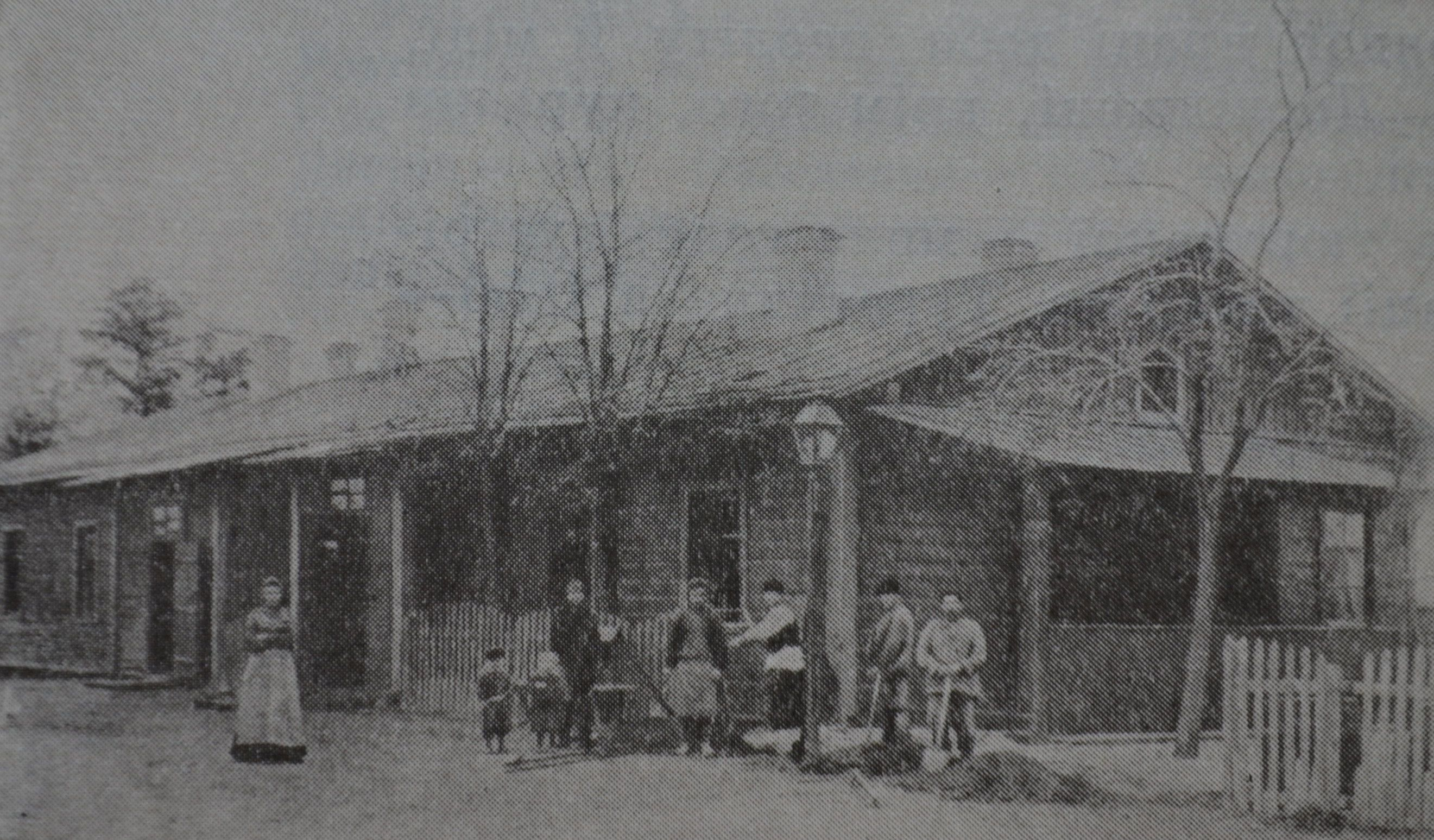
EN 1875,
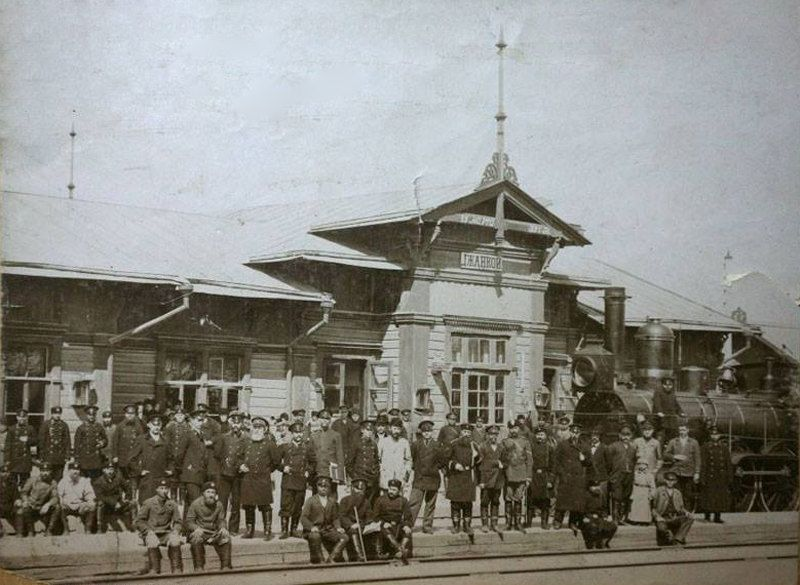
en 1900,
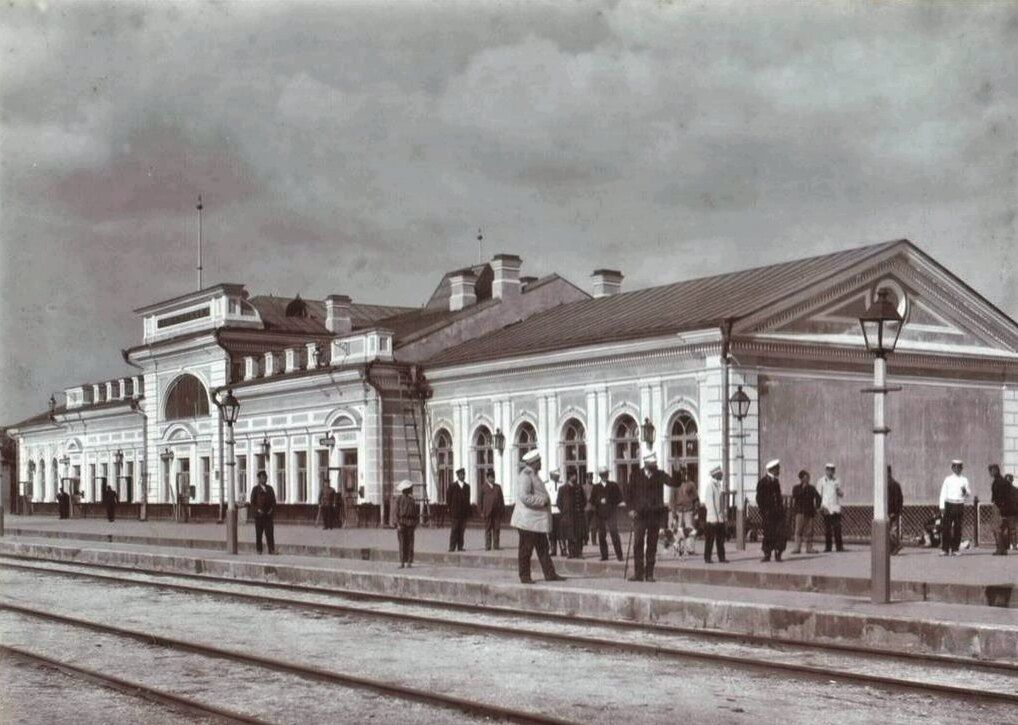
en 1910.